# Kowale (powiat cieszyński)

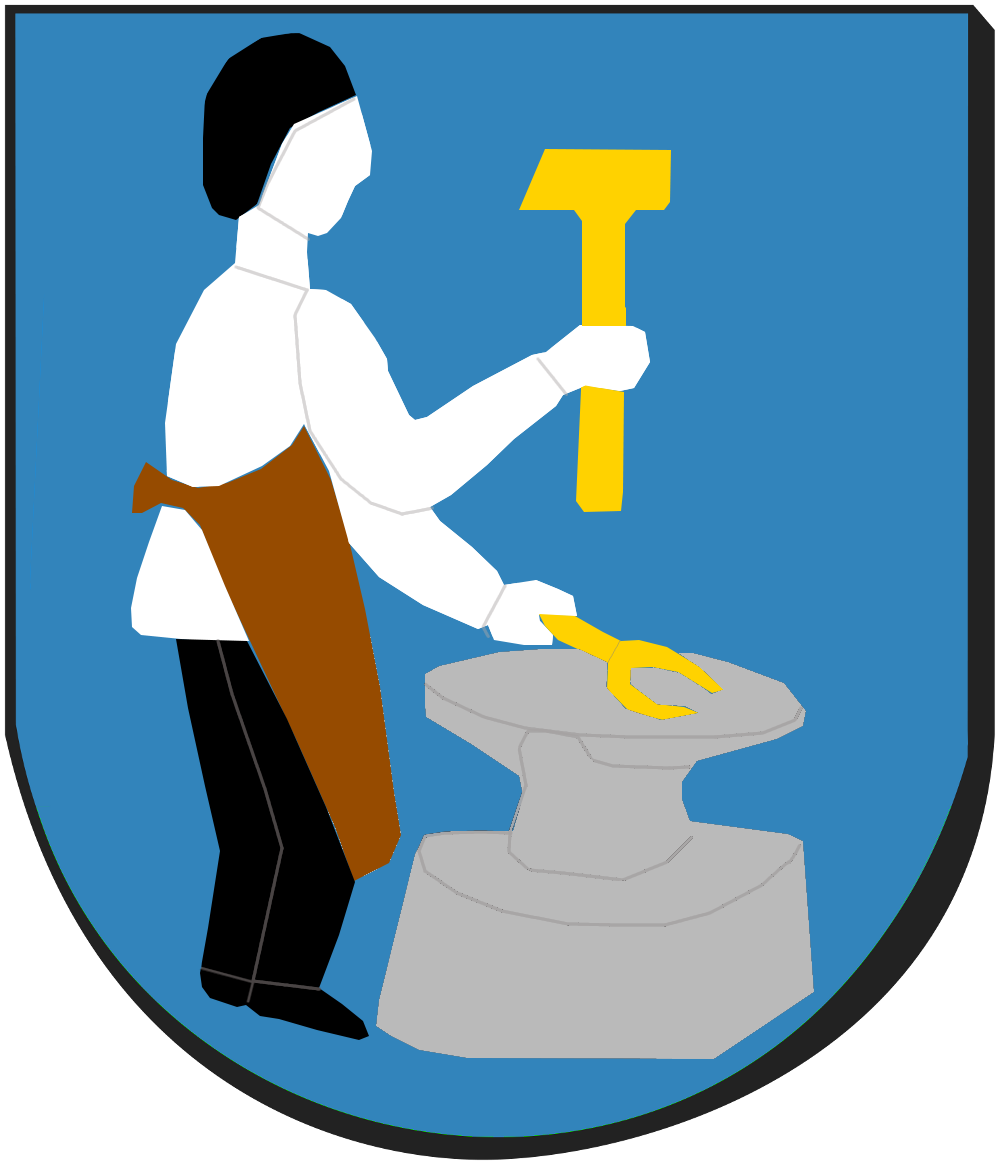
Nieoficjalny herb wsi Kowale

Kowale (cz. Kovále, niem. Kowali) – wieś w Polsce, położona w województwie śląskim, w powiecie cieszyńskim, w gminie Skoczów. Wieś leży w historycznych granicach regionu Śląska Cieszyńskiego. Powierzchnia sołectwa wynosi 349 ha, a liczba ludności 611, co daje gęstość zaludnienia równą 175,1 os./km².
Nazwa wsi jest nazwą służebną odnoszącą się do ludzi wykonujących powinności kowalskie [dla dworu książęcego].

## Integralne części wsi
| SIMC    | Nazwa    | Rodzaj    |
| ------- | -------- | --------- |
| 0067257 | Brzeziny | część wsi |
| 0067263 | Kępa     | część wsi |
| 0067270 | Na Kąt   | część wsi |
| 0067286 | Pasieki  | część wsi |
| 0067292 | Stawy    | część wsi |

## Historia
W przeprowadzonych w latach 90. XX wieku powierzchniowych badaniach na obszarze miejscowości odkryto ślady osiedla z okresu lateńskiego. Brak jednak przeprowadzonych badań wykopaliskowych nie pozwala na przypisanie ich konkretnym kulturom. Z kolei jesienią 1999 podczas prac archeologicznych odkryto tutaj rycerski gródek sięgający być może XIV wieku. W związku z tym historia samej miejscowości może być o wiele starsza niż data jej pierwszej pisemnej wzmianki, w 1592 jako Kowalie. Nazwa miejscowości może sugerować jej służebny wobec gródku charakter. W dobie pierwszej wzmianki do 1594 miejscowość znajdowała się w granicach wydzielonego z księstwa cieszyńskiego skoczowsko-strumieńskiego państwa stanowego, po czym powróciła do domeny książęcej. W początkowym okresie występowała również pod nazwą Kowalowice. W 1766 należała do Komory Cieszyńskiej.
Według austriackiego spisu ludności z 1900 w 59 budynkach w Kowalach na obszarze 359 hektarów mieszkało 385 osób, co dawało gęstość zaludnienia równą 107,2 os./km². z tego 296 (76,9%) mieszkańców było katolikami, 83 (21,6%) ewangelikami a 6 (1,6%) wyznawcami judaizmu, 374 (97,1%) było polsko- a 11 (2,9%) niemieckojęzycznymi. Do 1910 roku liczba mieszkańców spadła do 362, z czego 239 (66%) było katolikami, 112 (30,9%) ewangelikami a 11 (3%) żydami, 339 (93,6%) polsko- a 23 (6,4%) niemieckojęzycznymi.
W latach 1975–1998 miejscowość położona była w województwie bielskim.
24 maja 2015 roku podczas wyborów prezydenckich w lokalu wyborczym w Kowalach zasłabła, a następnie zmarła 80-letnia kobieta. Spowodowało to 1,5-godzinną przerwę w pracy obwodowej komisji wyborczej przez co przedłużono głosowanie do 22:30. W związku z tym Państwowa Komisja Wyborcza przedłużyła do tej godziny ciszę wyborczą.
Urodził się tu Franciszek Kałuża – polski duchowny rzymskokatolicki, Sługa Boży, męczennik za wiarę, działacz społeczny i obrońca polskości Śląska

## Religia
Po I wojnie światowej, od 1927 r. we wsi Kowale (nr 9) mieszkał Józef Rogala, który był przywódcą wspólnoty Adwentystów Dnia Siódmego Trzeciej Części, odłamu od adwentystów reformowanych. Od tego czasu znajduje się tam centrala i jedyna istniejąca w Polsce kaplica tej wspólnoty. Miejscowi ewangelicy przynależą do parafii w Wieszczętach-Kowalach.